# Dori Caymmi
Dorival Tostes Caymmi, conocido artísticamente como Dori Caymmi (26 de agosto de 1943, Salvador de Bahía, Brasil) es un músico fuertemente ligado al desarrollo de la música popular brasileña, hijo de los también músicos Dorival Caymmi y Stella Maris. Es hermano de Danilo Caymmi y de la cantante Nana Caymmi. Está radicado en la ciudad de Los Ángeles desde finales de la década de 1980.
Dori Caymmi es cantor, compositor y arreglador. Además de su padre, su principal influencia es la bossa nova, habiendo iniciado su carrera en los años 1960. Paulo César Pinheiro es uno de sus principales acompañantes musicales. Quest Records, la empresa de Quincy Jones, produjo algunos de los CD del artista.
Dos de sus CD fueron nominados a los premios Grammy, Influências y Contemporâneos, además de haber conquistado dos Grammy Latinos, al mejor CD de samba Para Caymmi 90 Anos y a la mejor canción brasileña Saudade de Amar, en colaboración con Paulo César Pinheiro.

## Discografía
- 1972 Dory Caymmi - Odeon
- 1980 Dori Caymmi - EMI/Odeon
- 1982 Dori Caymmi - EMI/Odeon
- 1988 Dory Caymmi - Elektra
- 1990 Brazilian Serenata - WEA
- 1992 Kicking Cans - Quest Records/Warner Music
- 1994 If Ever - Warner Music
- 1996 Tome conta de meu filho, que eu também já fui do mar... - EMI Music
- 1998 Cinema:A Romantic Vision - Atração Fonográfica
- 2001 Influências - nominado a los Grammy - Universal Music
- 2002 Contemporâneos - nominado a los Grammy - Horipro Inc./Universal Music
- 2010 Mundo de Dentro - Horipro Inc./Universal Music
- 2011 Poesia Musicada - Acari Records
- 2014 Setenta anos
- 2015 Foru 4 Tiradente na Conjuração Baiana
- 2016 Voz de mágoa

### Discografía complementaria
- 1964 Caymmi Visita Tom - Elenco
- 1977 Sitío do Picapau Amarelo - Som Livre
- 2004 Para Caymmi 90 Anos - ganador al mejor álbum de samba en los Grammy Latino - Warner Music
- 2005 Falando de Amor - Sony Music
- 2006 Rio-Bahia - junto a Joyce - Biscoito Fino
- 2013 Caymmi - junto a los hermanos Nana Caymmi e Danilo Caymmi (nominado al mejor álbum de Música Popular Brasileña en los Grammy Latino de 2014.) - Som Livre